# Niebla sobre San Francisco
Niebla sobre San Francisco (título original en inglés Fog Over Frisco) es una película de suspenso estadounidense de la época pre-code, 1934, dirigida por William Dieterle. El guion de Robert N. Lee y Eugene Solow está basado en el cuento The Five Fragments escrito por George Dyer.

## Argumento
Arlene Bradford (Bette Davis) es una socialite mimada, aburrida y rica, gracias a la posición social y económica de su padrastro. Tiene poco respeto a la ley y al tipo de compañía que frecuenta. Mantiene su extravagante ritmo de vida aprovechándose de su prometido Spencer Carlton (Lyle Talbot), bróker de inversiones, al que consigue implicar en una estafa de bonos robados. Además, coquetea con los gánsteres de San Francisco, incluso con su conocido jefe Jake Bello (Irving Pichel).
Cuando Arlene desaparece, su hermanastra Val (Margaret Lindsay) interviene para descubrir qué le ha pasado, con la ayuda de un periodista, Tony Sterling (Donald Woods), y un reportero gráfico, Izzy Wright (Hugh Herbert), .

## Reparto
- Bette Davis como Arlene Bradford
- Donald Woods como Tony Sterling
- Margaret Lindsay como Valkyr 'Val' Bradford
- Hugh Herbert como Izzy Wright
- Lyle Talbot como Spencer Carlton
- Irving Pichel como Jake Bello
- Alan Hale como el comisario C.B. O'Malley
- William Demarest como Spike Smith
- Arthur Byron como Everett Bradford
- George Chandler como conductor del taxi

## Producción
Bette Davis, ansiosa por interpretar el papel de la desaliñada camarera Mildred de Cautivo del deseo (Of HUman Bondage, 1935) —que era una producción de RKO Radio Pictures—, aceptó el relativamente corto papel de Arlene con la esperanza de que su cooperación consiguiera convencer a Jack Warner de que la cediera a un estudio de la competencia para esa película. Su estratagema funcionó, y cuando le comentaron a Warner su enérgica actuación en Cautivo del deseo, la colocó como atracción principal de Niebla sobre San Francisco.
Warner Bros. rodó la mayor parte de las escenas exteriores de la película en la propia ciudad de San Francisco. En 1942, Warner Bros. rodó una nueva versión titulada El buque espía (Spy Ship, 1942).

## Recepción
Mordaunt Hall, crítico del The New York Times, define la película como un «desgraciado thriller»; además escribió que «le falta credibilidad; se salva, en parte, por su ritmo frenético y la acción a raudales. Mientras que el asesinato y robo pasan por la pantalla, el espectador no tiene apenas tiempo de pensar quién podría ser el cabecilla de la banda de malhechores.»
La revista Time manifestó que «Rápida hasta decir basta, Niebla sobre San Francisco no es la mejor película del director William Dieterle.»
El historiador cinematográfico William K. Everson la denominó «la película más rápida de la historia».